# Atemptats d'Ürümchi del 1997
El 25 de febrer de 1997, tres bombes van explotar en tres autobusos (línia 10, línia 44 i línia 2) a Ürümchi, Xinjiang. Nou persones van morir en l’atac, també van quedar ferides unes setanta persones. A part d’aquestes tres bombes hi havia dues bombes que no van detonar, es trobaven a l'estació principal de la ciutat. En les bombes es van trobar boles d’acer, caragols i claus.
Els atacs van ser comesos per separatistes uigurs. La responsabilitat dels mateixos va ser reclamada per diferents grups uigurs a l'exili.

## Antecedents
La contínua tensió a Xinjiang ha sigut una font per al desenvolupament del terrorisme a la Xina, i durant la dècada de 1960 va ressorgir el sentiment ètnic-cultural entre els uigurs. A principis de febrer de 1997 el govern xinès va executar 30 persones que presumptament eren separatistes, i que haurien organitzat de Meshreps, un tipus de reunió cultural típica dels uigurs. Aquestes execucions van resultar en grans manifestacions, i que van culminar en la Massacre de Yining, on van morir entre nou i cent manifestants.